# Comité national des associations populaires familiales syndicales
Le Comité National des Associations Populaires Familiales Syndicales (Sigle CN-APFS) s'est constitué en 1977.

## Histoire
- Le CN-APFS est le résultat d'une scission, en 1977, au sein de la Confédération Nationale des Associations Populaires Familiales - CNAPF -, dont la création remontait à 1952, lors de sa transformation en  Confédération Syndicale du Cadre de Vie (CSCV) (devenue aujourd'hui Consommation Logement Cadre de Vie).
- Le CN-APFS tente une fusion avec la Confédération Générale du Logement (CGL) en 1982-83.
- Finalement, il fusionne, le 17 octobre 1998, avec la Confédération Syndicale des Familles.

## Présidents
- Joseph Weber
- Maurice Charre[1]

## Membres distingués
- Josette Piocel[2]a été distinguée de la Légion d'honneur par Catherine Lalumière, alors ministre de la consommation, en 1983.